# Jean Thiebaut
Jean Chrysostome Thiebaut (Marsella - Montevideo, 22 de març de 1851) va ser l'organitzador de la Legió Francesa de Montevideo, fundada per Auguste Dagrumet durant el setge de Montevideo, a la Guerra Gran (1839-1851).